# Коцофенешть (комуна)
Коцофенешть, Коцофенешті (рум. Coțofănești) — комуна у повіті Бакеу в Румунії. До складу комуни входять такі села (дані про населення за 2002 рік):
- Билка (946 осіб)
- Бойштя-де-Жос (29 осіб)
- Боршань (751 особа)
- Коцофенешть (1139 осіб)
- Темешоая (456 осіб)

Комуна розташована на відстані 202 км на північ від Бухареста, 47 км на південь від Бакеу, 121 км на південь від Ясс, 113 км на північний захід від Галаца, 119 км на північний схід від Брашова.

## Населення
За даними перепису населення 2002 року у комуні проживала 3321 особа.
Національний склад населення комуни:
| Національність | Кількість осіб | Відсоток |
| -------------- | -------------- | -------- |
| румуни         | 3079           | 92,7%    |
| цигани         | 241            | 7,3%     |
| угорці         | 1              | < 0,1%   |

Рідною мовою назвали:
| Мова      | Кількість осіб | Відсоток |
| --------- | -------------- | -------- |
| румунську | 3095           | 93,2%    |
| циганську | 225            | 6,8%     |
| угорську  | 1              | < 0,1%   |

Склад населення комуни за віросповіданням:
| Релігія       | Кількість осіб | Відсоток |
| ------------- | -------------- | -------- |
| православні   | 2943           | 88,6%    |
| п'ятдесятники | 366            | 11,0%    |
| римо-католики | 8              | 0,2%     |
| мусульмани    | 1              | < 0,1%   |
| лютерани      | 1              | < 0,1%   |